# ヒョンジェは美しい
『ヒョンジェはうつくしい』（朝: 현재는 아름다워）は2022年韓国のテレビドラマ。KBS2週末連続ドラマ。50話。
結婚に興味もなければ意思のない3兄弟がある日、祖父から早く結婚した者にマンションを相続させると提案され奮闘に巻き込まれる内容の作品。

## 出演

### 主要人物
イ・ヒョンジェ - 演：ユン・シユン（日本語吹替：竹内想）
主人公、36歳。三兄弟の次男。法務法人ヘジュンパートナー相続専門弁護士。
結婚には興味がなかったが、明るい性格のミレに想いを寄せる。
イ・ユンジェ - 演：オ・ミンソク（日本語吹替：伊志嶺将希）
39歳。三兄弟の長男。歯科医院院長。
恋に不器用だが、ヘジュンに惹かれる。
イ・スジェ - 演：ソ・ボムジュン（日本語吹替：山路綜佑）
27歳。三兄弟の末っ子。公務員試験受験生。
好奇心旺盛だが、恋は実ったことがない。
ヒョン・ミレ - 演：ぺ・ダビン（日本語吹替：真壁かずみ）
31歳、百貨店のパーソナルショッパー。
やがて、ヒョンジェと恋に落ちる。
シム・ヘジュン - 演：シン・ドンミ（日本語吹替：斎藤楓子）
41歳、法務法人ヘジュンパートナー代表兼離婚弁護士。
いつも孤独を感じていたが、歯科検診でユンジェと出会うことになる。
ナ・ユナ　- 演：チェ・イェビン（日本語吹替：亜利美里）
25歳、パティシエを夢見る女性。
年上のスジェに興味を持つ。

### ヒョンジェの家族
イ・ギョンチョル - 演：パク・イナン
79歳、ヒョンジェらの祖父。ミノの養父。
ハン・ギョンエ - 演：キム・ヘオク
60歳、ヒョンジェらの母親。
イ・ミノ - 演：パク・サンウォン
60歳、中学校教頭。ヒョンジェらの父親。

### ミレの家族
チン・スジョン - 演：パク・ジヨン
53歳、ミレの母親。
実は養女だったことを家族に隠している。
ヒョン・シンホン - 演：ピョン・ウミン
57歳、ミレの父親。食品会社「ボンフード」代表。
ユン・ジョンジャ - 演：パン・ヒョジョン
80歳、ミレの祖母。シンホンの母親。

## スタッフ
- 演出 : キム・ソングン[1]
- 脚本 : ハ・ミョンヒ[1]
- 制作 : SLL

## 日本での放送
日本での放送は2022年6月、KBS WORLDで開始され、WOWOW、テレビ東京で放送される。